# خشالة
خَشَّالة هي فراشة من عائلة الحورائيات. تستمر مرحلة اليرقات لمدة سبعة إلى ثمانية أشهر تقريبًا وتشمل فترة سبات خلال الشتاء. تعتمد اليرقات على نبات الغذاء المضيف Succisa pratensis لك من التغذية والسبات حيث تبني شبكات حريرية على النبات المضيف وقت دخولها في السبات. تضع الإناث البيض على دفعات في النبات المضيف وهي تنتقي بعناية موقع وضع البيض لأن استمرار النسل مرتبط أكثر باختيار الموقع.
لا تعد الخشالة من الفراشات المهددة إلا أنها واجهت انخفاضًا سريعًا في عددها وتعتبر معرضة للخطر على المستوى الإقليمي أو معرضة للخطر على جزء كبير من نطاقها. للخشالة عد نويعات، منها: بكري، محافظة واستنية.

## معرض الصور

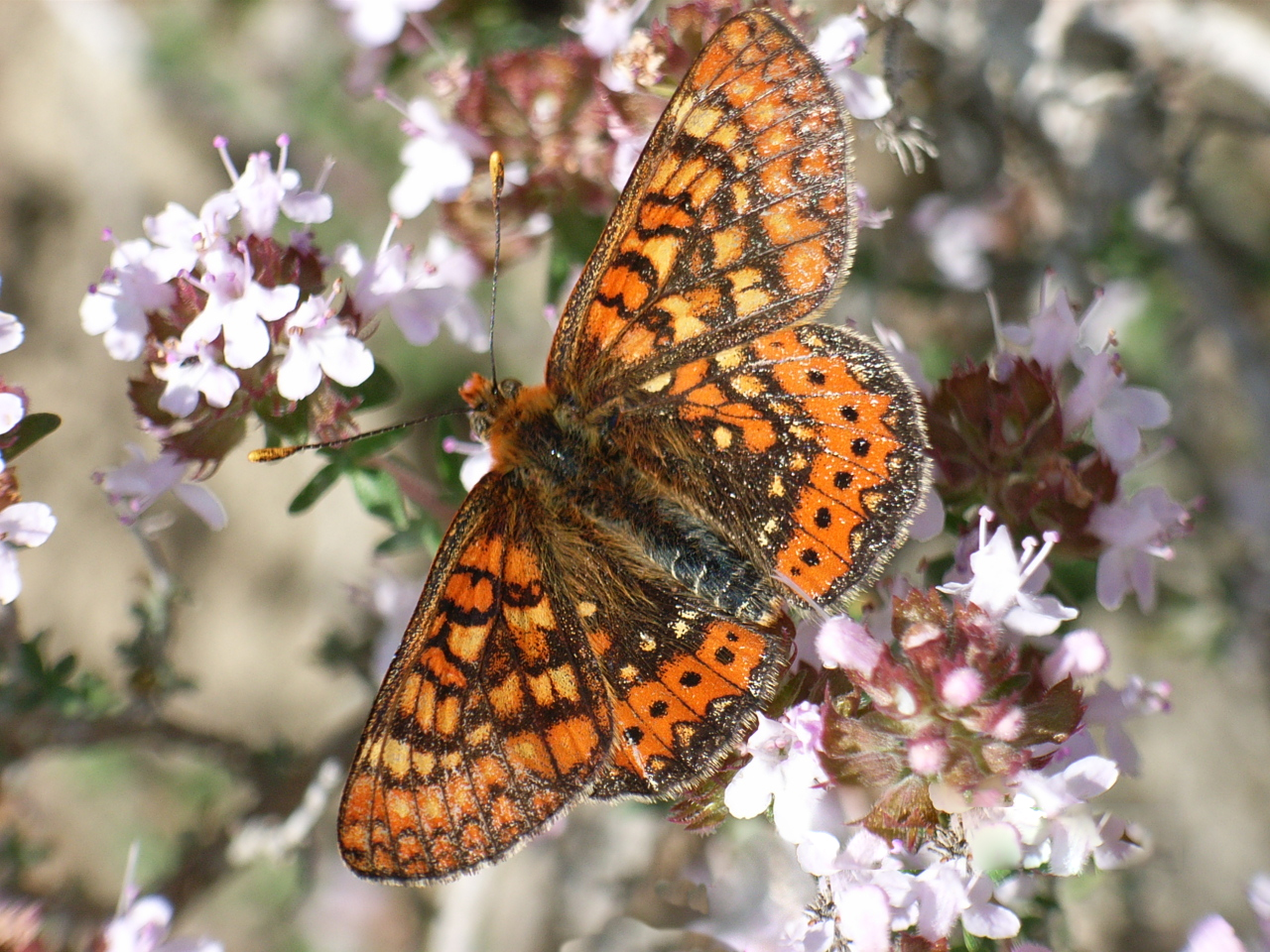
خشالة بكري
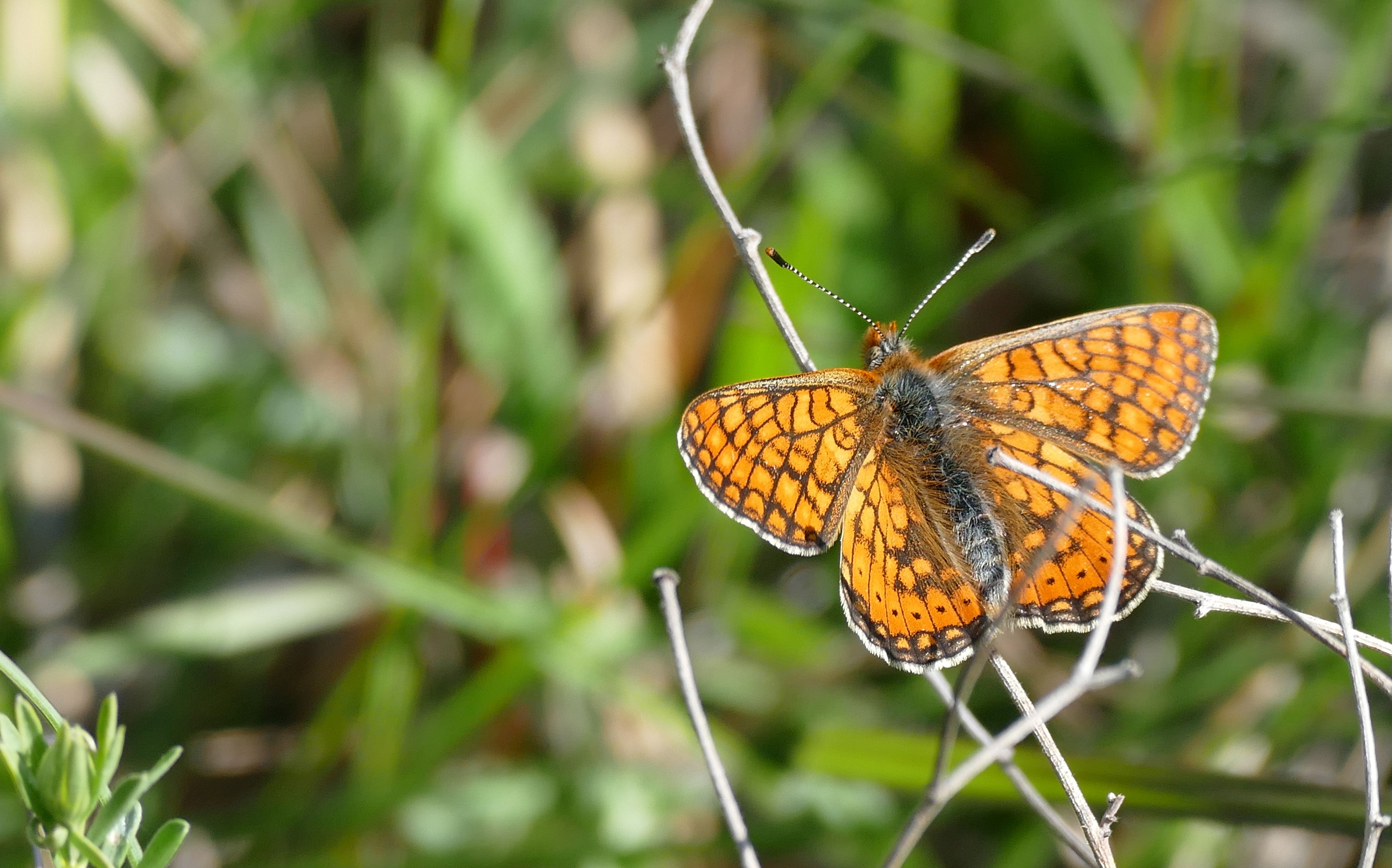
خشالة محافظة
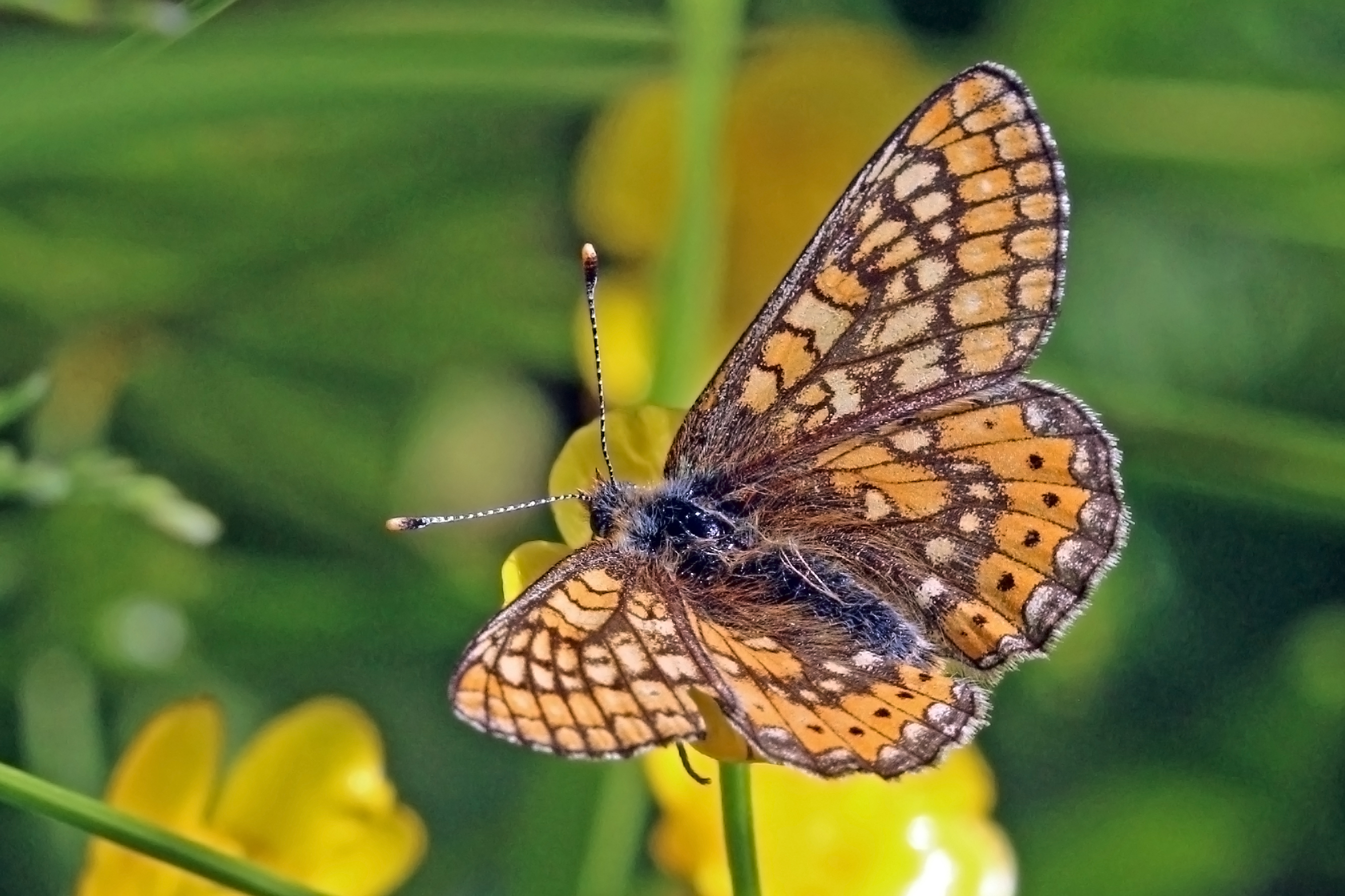
خشالة استنية
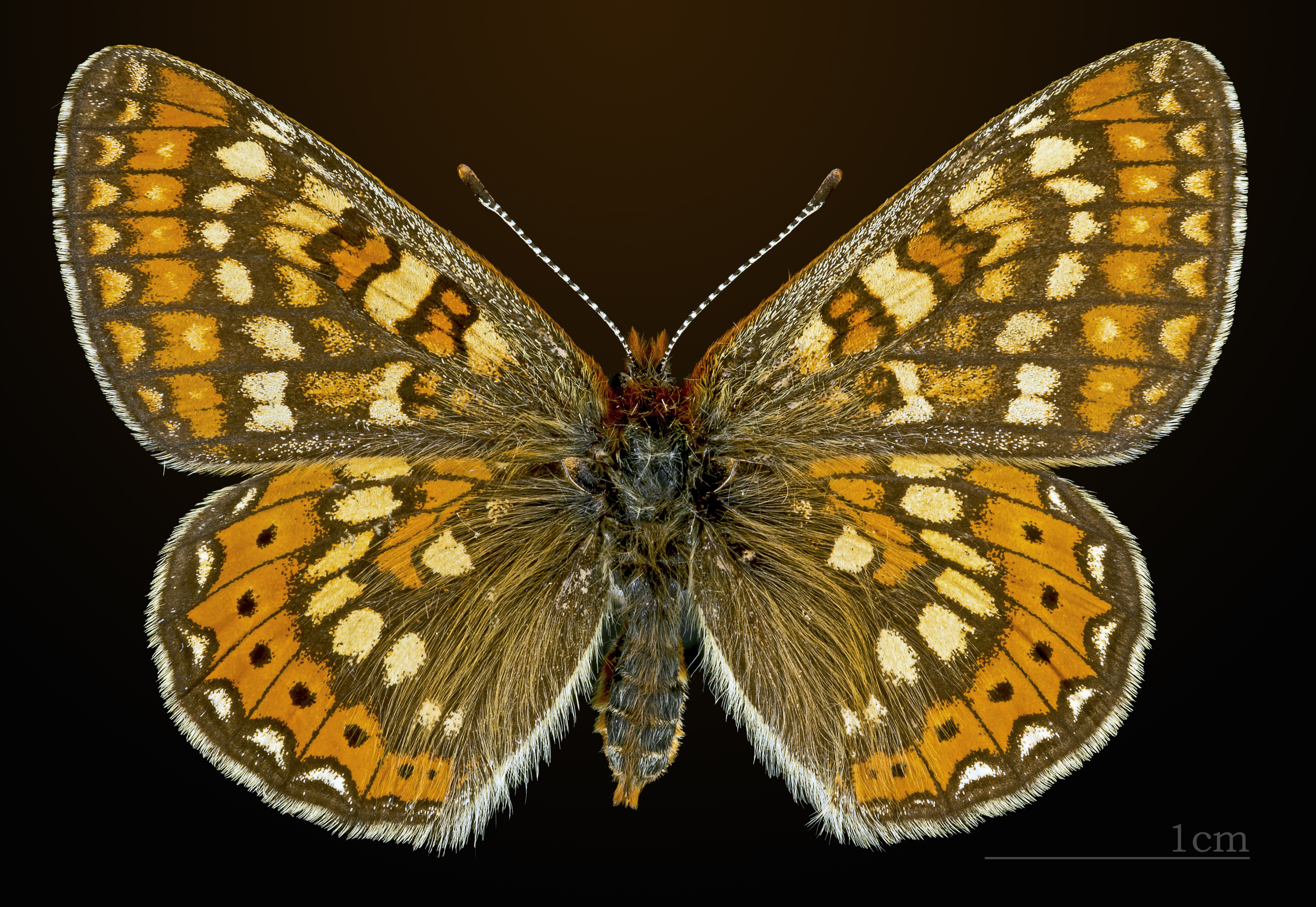
الجانب الظهري
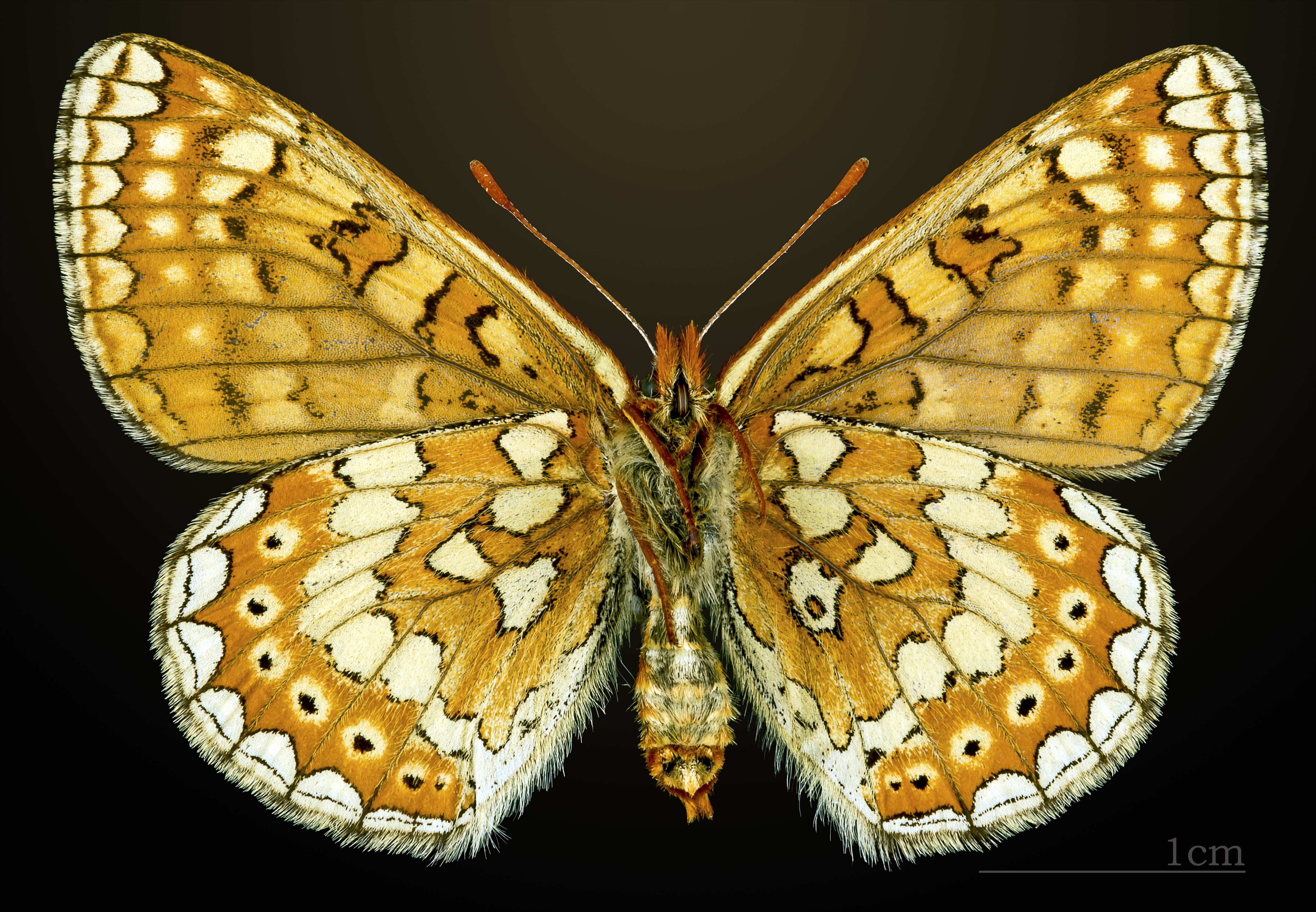
الجانب البطني
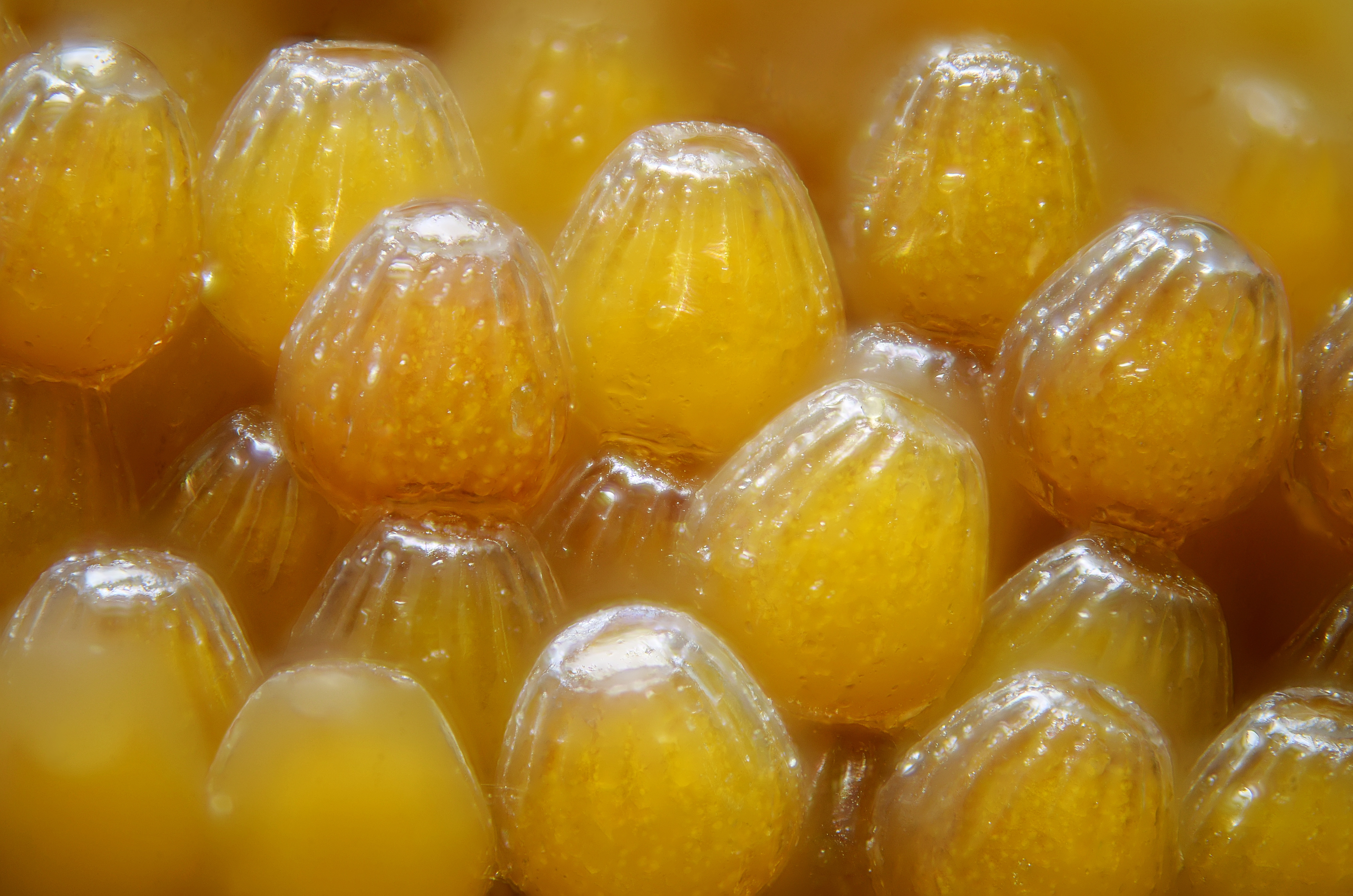
المكن (بيض)
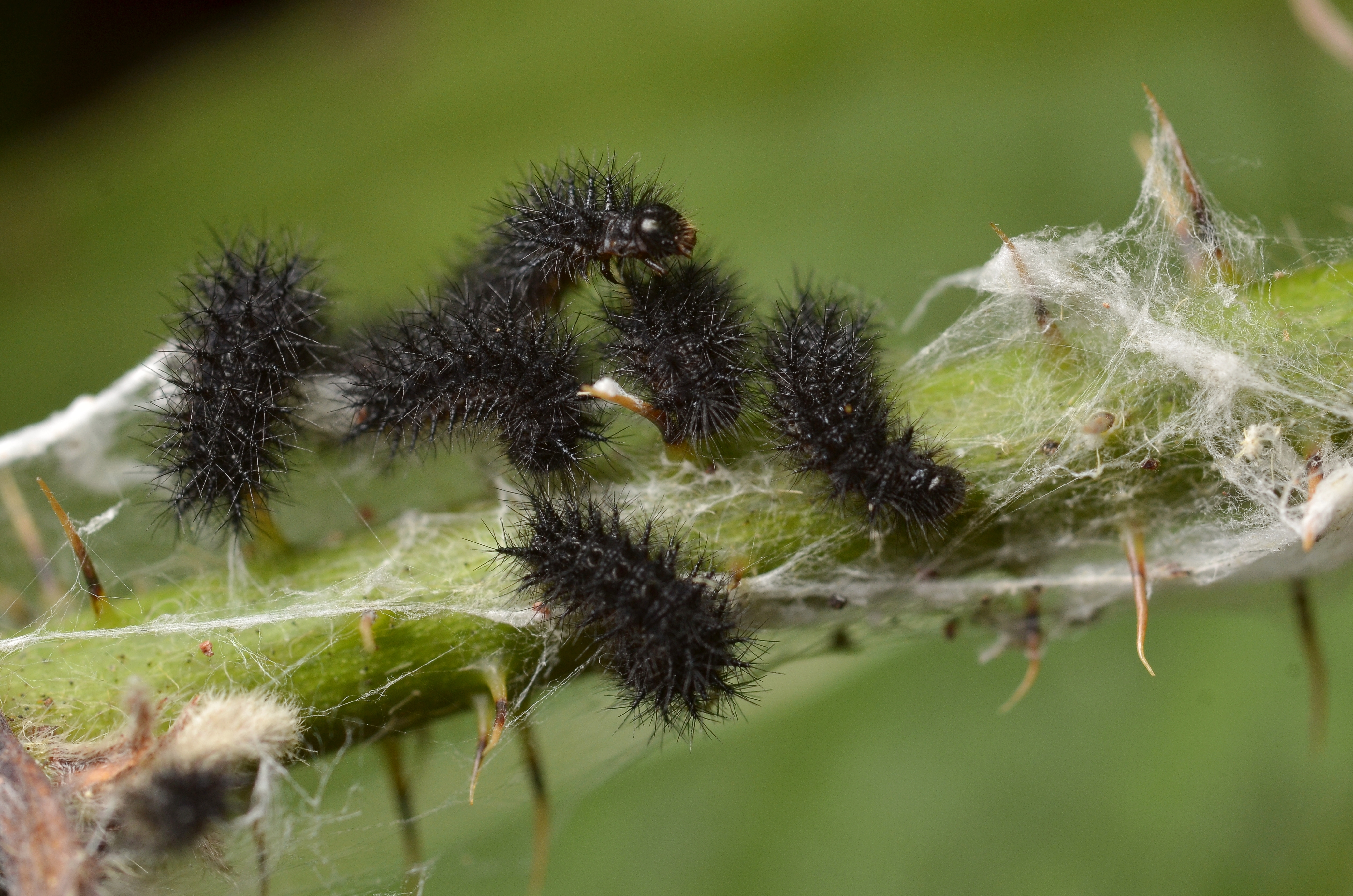
اليرقات الصغيرة
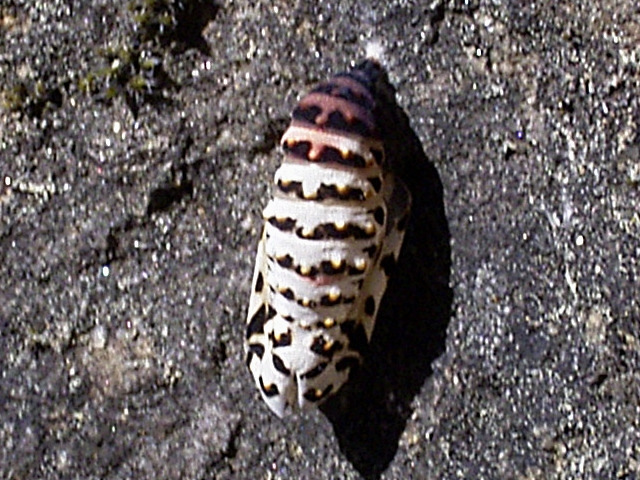
خادرة
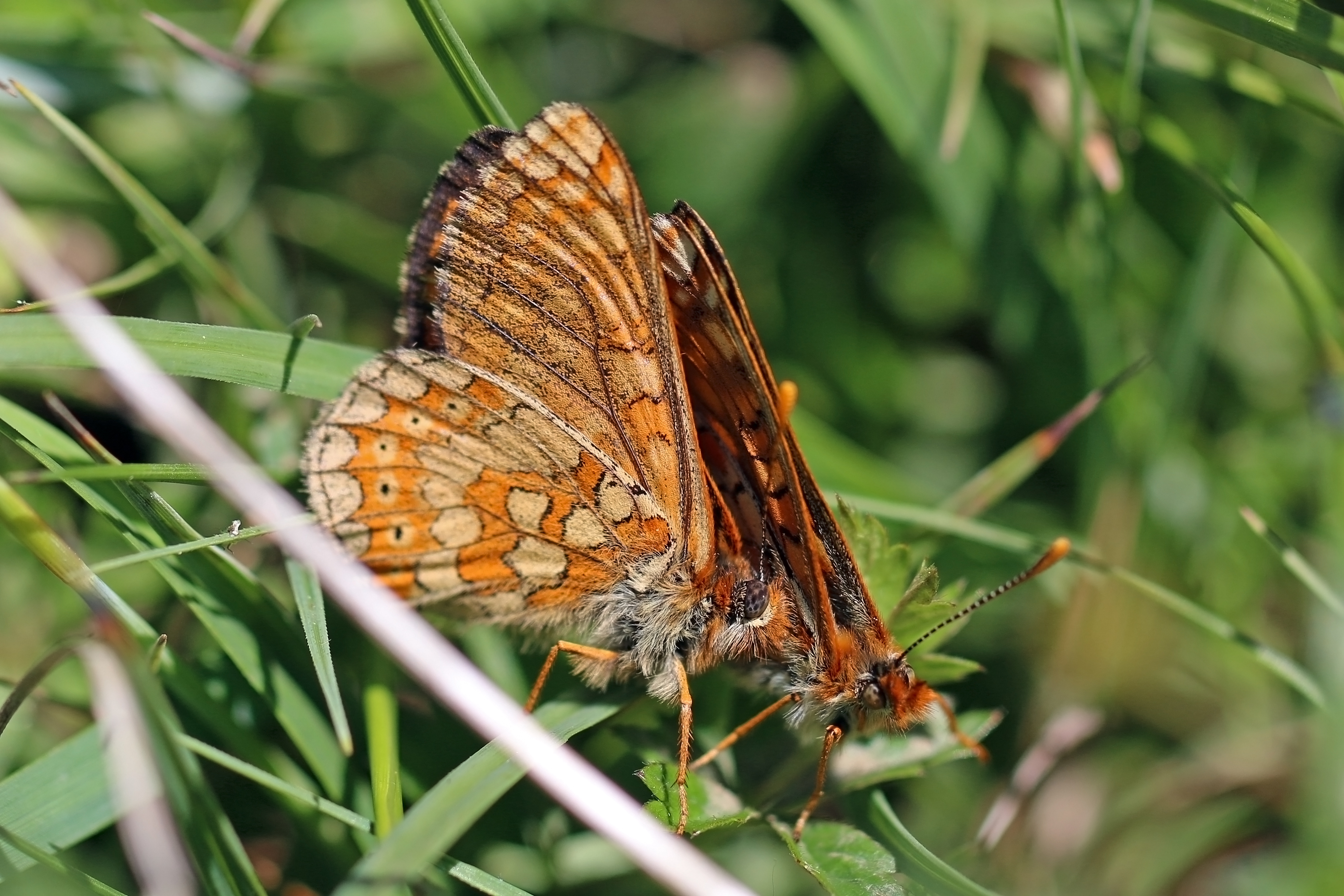
مغازلة
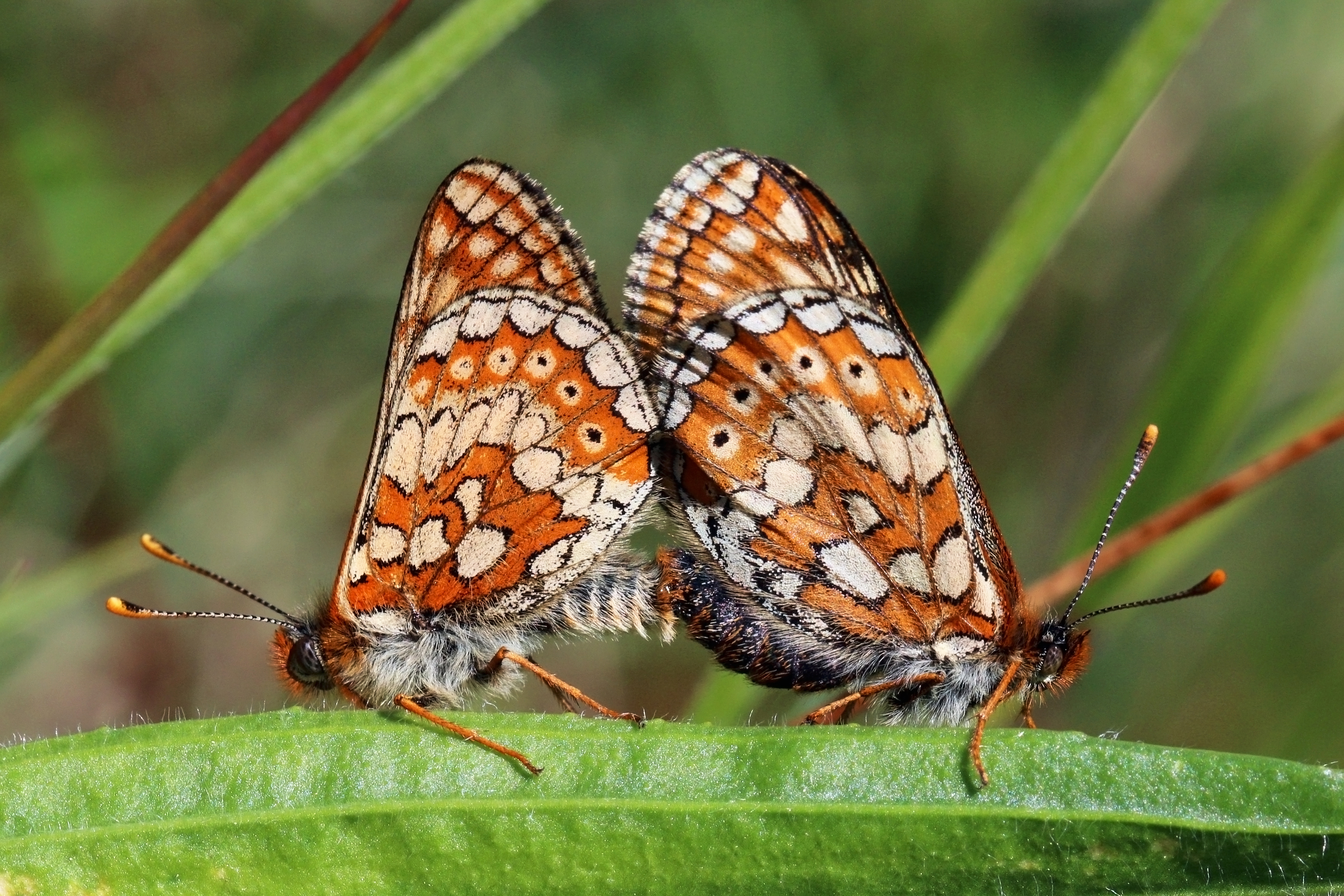
التزاوج